# Алкины
Алки́ны (ацетиле́новые углеводоро́ды) — ациклические непредельные углеводороды, содержащие одну тройную связь между атомами углерода, образующие гомологический ряд с общей формулой CnH2n-2.
Атомы углерода при тройной связи находятся в состоянии sp-гибридизации и имеют валентный угол 180°. Простейшим алкином является ацетилен (C2H2). 
По номенклатуре «IUPAC», названия алкинов образуются от названий соответствующих алканов заменой суффикса «-ан» на «-ин»; положение тройной связи указывается арабской цифрой. 

Алкины (синим цветом выделена тройная связь)

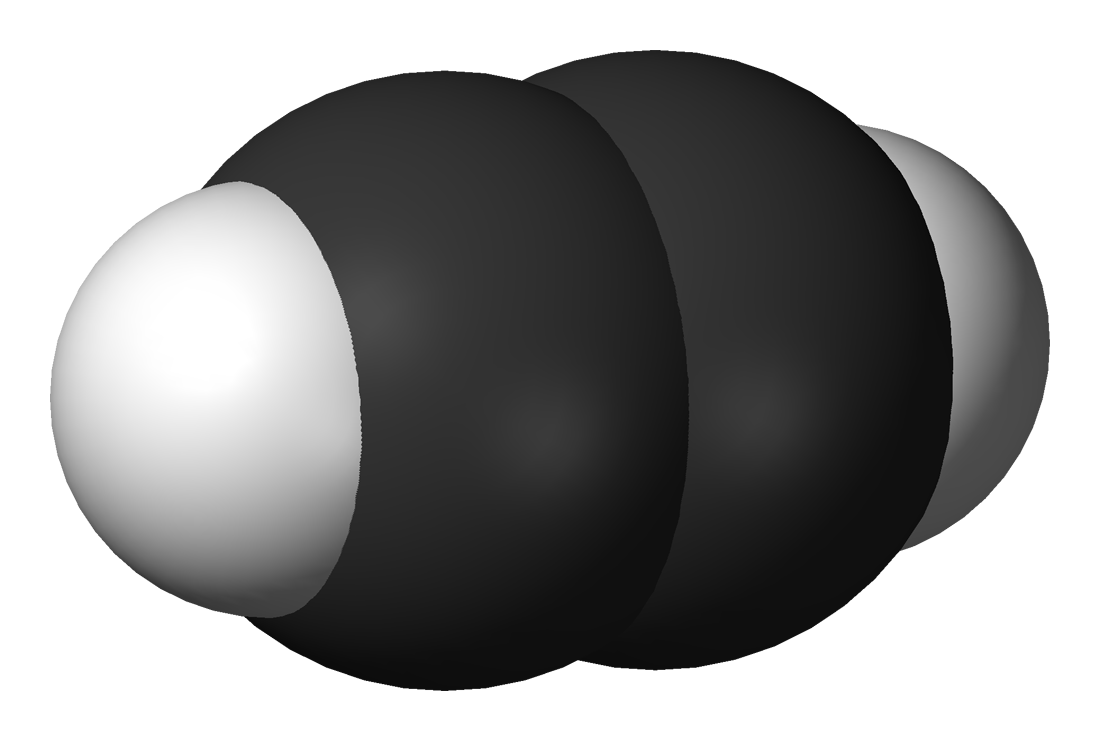
3D-модель ацетилена

## История открытия
Впервые ацетилен был получен в 1836 году английским химиком Эдмундом Дэви (двоюродным братом знаменитого английского химика Гемфри Дэви), при нагревании уксуснокислого калия с древесным углём и последующей реакцией с водой образовавшегося карбида калия. Дэви назвал свой газ «двууглеродистым водородом».
В 1862 году немецкий химик и врач Ф. Вёлер вновь открыл ацетилен, взаимодействуя водой на карбид кальция.
В 1863 году французский химик М. Бертло получил ацетилен, пропуская водород над раскалёнными электрической дугой графитовыми электродами. Именно он дал газу имя «ацетилен» (от латинских слов acetum — «уксус» и греческого иле — «дерево»). Русское название «ацетилен» впервые было применено русским химиком Д. И. Менделеевым.
Большую роль в изучении химии ацетилена и его производных в конце XIX века сыграл русский химик-органик А. Е. Фаворский.
В 1895 году французский химик Луи Ле Шателье обнаружил, что ацетилен, сгорая в кислороде, даёт очень горячее пламя, что впоследствии легло в основу ацетиленовой технологии сварки и резки тугоплавких металлов.

## Номенклатура алкинов
Простейшим алкином является этин (ацетилен C2H2). По номенклатуре «IUPAC» названия алкинов образуются от названий соответствующих алканов заменой суффикса «-ан» на «-ин»; положение тройной связи указывается арабскими цифрами.
Углеводородные радикалы, образованные от алкинов имеют суффикс «-ини́л», так CH≡C- называется ««этини́л»».
Ниже представлены некоторые представители алкинов и их названия:
Различают внутреннюю тройную связь (пример: бут-2-ин) и концевую (пример: бут-1-ин).
Гомологический ряд алкинов:
- Этин (ацетилен): C2H2;
- Пропин: C3H4;
- Бутин-1: C4H6;
- Пентин-1: C5H8;
- Гексин-1: C6H10;
- Гептин-1: C7H12;
- Октин-1: C8H14;
- Нонин-1: C9H16;
- Децин-1: C10H18.

- В противном случае, разница в положении тройной связи в двух разных молекулах алкинов (например, бутин-1 и пентин-2) будет сигнализировать о том, что эти вещества будут являться структурными изомерами по положению связи.

## Структура тройной связи
У алкинов связь −С≡С− линейна (угол 180°) и находится в одной плоскости. Атомы углерода связаны одной σ- и двумя π-связями, максимальная электронная плотность которых расположена в двух взаимно перпендикулярных плоскостях. Длина тройной связи примерно 0,121 нм, энергия связи 836 кДж/моль.
На представленной выше диаграмме приведены молекулярные орбитали этилена и ацетилена.

## Физические свойства
Алкины по своим физическим свойствам напоминают соответствующие алкены. Низшие (до С4) — газы без цвета и запаха, имеющие более высокие температуры кипения, чем аналоги в алкенах. Алкины плохо растворимы в воде, лучше — в органических растворителях.
| Физические свойства некоторых алкинов | Физические свойства некоторых алкинов | Физические свойства некоторых алкинов | Физические свойства некоторых алкинов | Физические свойства некоторых алкинов | Физические свойства некоторых алкинов |
| ------------------------------------- | ------------------------------------- | ------------------------------------- | ------------------------------------- | ------------------------------------- | ------------------------------------- |
| №                                     | Название                              | Формула                               | Т плавления,°С                        | Т кипения,°С                          | Плотность, d204                       |
| 1                                     | Этин                                  | С2H2                                  | −81,8                                 | −75                                   | 0,565*                                |
| 2                                     | Пропин                                | C3H4                                  | −101,5                                | −23                                   | 0,670*                                |
| 3                                     | 1-Бутин                               | HC≡C−CH2CH3                           | −125,9                                | 8,1                                   | 0,678*                                |
| 4                                     | 2-Бутин                               | CH3−C≡C−CH3                           | −32,3                                 | 27,0                                  | 0,694                                 |
| 5                                     | 1-Пентин                              | HC≡C−C3H7                             | −90,0                                 | 39,3                                  | 0,695                                 |
| 6                                     | 2-Пентин                              | CH3−C≡C−C2H5                          | −101,0                                | 55,0                                  | 0,714                                 |
| 7                                     | 3-Метилбутин-1                        | HC≡C−CH(CH3)CH3                       | н/д                                   | 28,0                                  | 0,665                                 |
| 8                                     | 1-Гексин                              | HC≡C−C4H9                             | −132,4                                | 71,4                                  | 0,719                                 |

* Значения измерены при температуре кипения.

## Нахождение в природе и физиологическая роль алкинов
В природе алкины практически не встречаются. В некоторых видах грибов Basidiomycetes были обнаружены в крайне малом количестве соединения, содержащие полиацетиленовые структуры.
Ацетилен обнаружен в атмосфере Урана, Юпитера и Сатурна.
Алкины обладают слабым наркозным действием. Жидкие алкины вызывают судороги.

## Способы получения
Основным промышленным способом получения ацетилена является электро- или термокрекинг метана, пиролиз природного газа и карбидный метод.

### Карбидный метод (промышленный способ)
Прокаливание смеси оксида кальция с коксом в электрических печах при 1800—2000°С приводит к образованию карбида кальция:
{\displaystyle {\mbox{CaO}}+3{\mbox{C}}\rightarrow {\mbox{CaC}}_{2}+{\mbox{CO}}}
При действии на полученный карбид воды образуется гидроксид кальция и ацетилен:
{\displaystyle {\mbox{CaC}}_{2}+2{\mbox{H}}_{2}{\mbox{O}}\rightarrow {\mbox{C}}_{2}{\mbox{H}}_{2}+{\mbox{Ca(OH)}}_{2}}

### Пиролиз углеводородов (промышленный способ)
Суть способа заключается в пропускании над специальной огнеупорной насадкой смеси природного газа с воздухом, который, сгорая, поднимает температуру до 1500 °C. Затем на насадке происходит пиролиз метана:
{\displaystyle 2{\mbox{CH}}_{4}\rightarrow {\mbox{C}}_{2}{\mbox{H}}_{2}+3{\mbox{H}}_{2}}

### Крекинг природного газа (промышленный способ)

#### Электрокрекинг
Метод заключается в пропускании метана между двумя металлическими электродами с огромной скоростью. Температура 1500—1600°С. С химической точки зрения метод аналогичен методу пиролиза, отличаясь лишь технологическим и аппаратным исполнением.

#### Термоокислительный крекинг
В данном методе используется частичное окисление метана благодаря использованию теплоты, образующейся при его сгорании:
{\displaystyle 6{\mbox{CH}}_{4}+4{\mbox{O}}_{2}\rightarrow {\mbox{C}}_{2}{\mbox{H}}_{2}+8{\mbox{H}}_{2}+3{\mbox{CO}}+{\mbox{CO}}_{2}+3{\mbox{H}}_{2}{\mbox{O}}}

### Метод прямого синтеза
Взаимодействие углерода напрямую с водородом при очень высоких температурах приводит к образованию ацетилена:
{\displaystyle 2{\mbox{C}}+{\mbox{H}}_{2}\rightarrow {\mbox{C}}_{2}{\mbox{H}}_{2}}
Этот метод имеет чисто историческое значение (получение ацетилена в 1863 году французским химиком М. Бертло).

### Электролиз солей непредельных карбоновых кислот
В 1864 году Ф.А. Кекуле получил ацетилен электролизом фумарата и малеата натрия:
{\displaystyle {\mbox{NaOOCCH}}\!\!=\!\!{\mbox{CHCOONa}}+2{\mbox{H}}_{2}{\mbox{O}}\rightarrow {\mbox{C}}_{2}{\mbox{H}}_{2}+2{\mbox{CO}}_{2}+2{\mbox{NaOH}}+{\mbox{H}}_{2}}
Аналогично ацетилен образуется из акрилата натрия.
Этот метод носит чисто историческое значение.

### Дегидрогалогенирование галогеналканов и галогеналкенов (лабораторный способ)
Реакция дегидрогалогенирования проводят действием сильного основания на дигалогеналканы:
В качестве дегидрогалогенирующего агента удобно использовать амид натрия в жидком аммиаке:

### Алкилирование алкинов (лабораторный способ)
Алкилирование алкинов с концевой тройной связью производится по следующей схеме:

### Прочие лабораторные способы получения алкинов
- Реакция Кори-Фукса — синтез алкинов из альдегидов[17]:

На первой стадии идёт образование дибромалкена:
На второй стадии происходит обмен брома на литий и альфа-элиминирование с последующим превращением винилидена в алкин в результате перегруппировки Фрича-Буттенбергера-Вихеля:
- Разложение дигидразонов[18]:

- Перегруппировка Фрича-Буттенберга-Вихелля — превращение 1,1-диарил-2-дигалогенэтиленов в производные ацетилена под действием сильных оснований[19]:

## Химические свойства
Для алкинов характерны реакции присоединения. В отличие от алкенов, которым свойственны реакции электрофильного присоединения, алкины могут вступать также и в реакции нуклеофильного присоединения. Это обусловлено значительным s-характером связи и, как следствие, повышенной электроотрицательностью атома углерода. Кроме того, большая подвижность атома водорода при тройной связи обусловливает кислотные свойства алкинов в реакциях замещения. 

### Кислотные свойства алкинов и реакции нуклеофильного замещения

#### Образование алкинидов
Алкины с концевой тройной связью являются С-H кислотами (сильнее чем аммиак и алкены, но слабее, чем спирты) которые с очень сильными основаниями могут образовывать соли — алкиниды:
{\displaystyle {\mbox{HC}}\!\!\equiv \!\!{\mbox{CH}}+2{\mbox{NaNH}}_{2}\rightarrow {\mbox{NaC}}\!\!\equiv \!\!{\mbox{CNa}}+2{\mbox{NH}}_{3}} (ацетиленид динатрия)
{\displaystyle {\mbox{HC}}\!\!\equiv \!\!{\mbox{CH}}+2{\mbox{K}}\rightarrow {\mbox{KC}}\!\!\equiv \!\!{\mbox{CK}}+{\mbox{H}}_{2}} (ацетиленид дикалия)
{\displaystyle {\mbox{CH}}_{3}\!\!-\!\!{\mbox{C}}\!\!\equiv \!\!{\mbox{CH}}+{\mbox{C}}_{2}{\mbox{H}}_{5}{\mbox{MgBr}}\rightarrow {\mbox{CH}}_{3}\!\!-\!\!{\mbox{C}}\!\!\equiv \!\!{\mbox{CMgBr}}+{\mbox{C}}_{2}{\mbox{H}}_{6}} (пропинилмагнийбромид)
Реакция алкинов с аммиакатами серебра или одновалентной меди является качественной реакцией на наличие концевой тройной связи:
{\displaystyle {\mbox{CH}}_{3}\!\!-\!\!{\mbox{C}}\!\!\equiv \!\!{\mbox{CH}}+{\mbox{Ag(NH}}_{3})_{2}{\mbox{OH}}\rightarrow {\mbox{CH}}_{3}\!\!-\!\!{\mbox{C}}\!\!\equiv \!\!{\mbox{C}}\!\!-\!\!{\mbox{Ag}}\!\downarrow +\ 2{\mbox{NH}}_{3}+{\mbox{H}}_{2}{\mbox{O}}}
{\displaystyle {\mbox{CH}}_{3}\!\!-\!\!{\mbox{C}}\!\!\equiv \!\!{\mbox{CH}}+{\mbox{Cu(NH}}_{3})_{2}{\mbox{OH}}\rightarrow {\mbox{CH}}_{3}\!\!-\!\!{\mbox{C}}\!\!\equiv \!\!{\mbox{C}}\!\!-\!\!{\mbox{Cu}}\!\downarrow +\ 2{\mbox{NH}}_{3}+{\mbox{H}}_{2}{\mbox{O}}}
{\displaystyle {\mbox{HC}}\!\!\equiv \!\!{\mbox{CH}}+2{\mbox{Cu(NH}}_{3})_{2}{\mbox{OH}}\rightarrow {\mbox{Cu}}\!\!-\!\!{\mbox{C}}\!\!\equiv \!\!{\mbox{C}}\!\!-\!\!{\mbox{Cu}}\!\downarrow +\ 4{\mbox{NH}}_{3}+2{\mbox{H}}_{2}{\mbox{O}}}
Пропинид серебра представляет собой осадок белого цвета, пропинид меди — осадок жёлтого цвета, наконец, диацетиленид меди — осадок красного цвета.
Алкинид серебра легко растворяется при добавлении цианида натрия с выделением соответствующего алкина:
{\displaystyle {\mbox{CH}}_{3}\!\!-\!\!{\mbox{C}}\!\!\equiv \!\!{\mbox{C}}\!\!-\!\!{\mbox{Ag}}+2{\mbox{NaCN}}+{\mbox{H}}_{2}{\mbox{O}}\rightarrow {\mbox{CH}}_{3}\!\!-\!\!{\mbox{C}}\!\!\equiv \!\!{\mbox{CH}}\!\uparrow +{\mbox{Na}}[{\mbox{Ag(CN)}}_{2}]+{\mbox{NaOH}}}

#### Реакции нуклеофильного замещения алкинидов
Алкиниды являются сильными нуклеофилами и легко вступают в реакции нуклеофильного замещения:
{\displaystyle {\mbox{NaC}}\!\!\equiv \!\!{\mbox{CNa}}+2{\mbox{H}}_{2}{\mbox{O}}\rightarrow {\mbox{HC}}\!\!\equiv \!\!{\mbox{CH}}+2{\mbox{NaOH}}}
Это, в частности, широко используется для синтеза гомологов ацетилена:
{\displaystyle {\mbox{HC}}\!\!\equiv \!\!{\mbox{CK}}+{\mbox{C}}_{4}{\mbox{H}}_{9}{\mbox{Br}}\rightarrow {\mbox{HC}}\!\!\equiv \!\!{\mbox{C}}\!\!-\!\!{\mbox{C}}_{4}{\mbox{H}}_{9}+{\mbox{KBr}}}

##### Получение алкингалогенидов
Взаимодействие галогена на монозамещённые ацетилены в щелочной среде приводит к получению галогеналкинов:
{\displaystyle {\mbox{CH}}_{3}\!\!-\!\!{\mbox{C}}\!\!\equiv \!\!{\mbox{CH}}+{\mbox{Br}}_{2}+{\mbox{NaOH}}\rightarrow {\mbox{CH}}_{3}\!\!-\!\!{\mbox{C}}\!\!\equiv \!\!{\mbox{C}}\!\!-\!\!{\mbox{Br}}+{\mbox{NaBr}}+{\mbox{H}}_{2}{\mbox{O}}}

#### Реакция нуклеофильного замещения алкинидов
{\displaystyle {\mbox{CH}}_{3}\!\!-\!\!{\mbox{C}}\!\!\equiv \!\!{\mbox{C}}\!\!-\!\!{\mbox{MgBr}}+{\mbox{Br}}\!\!-\!\!{\mbox{CH}}_{2}\!\!-\!\!{\mbox{CH}}\!\!=\!\!{\mbox{CH}}_{2}\rightarrow {\mbox{CH}}_{3}\!\!-\!\!{\mbox{C}}\!\!\equiv \!\!{\mbox{C}}\!\!-\!\!{\mbox{CH}}_{2}\!\!-\!\!{\mbox{CH}}\!\!=\!\!{\mbox{CH}}_{2}+{\mbox{MgBr}}_{2}}
В препаративном синтезе часто используют комплекс ацетиленида лития с этилендиамином как удобный источник ацетиленид-аниона.
В случае реакции с вторичными или третичными галогеналканами реакция во многом идёт по альтернативному пути (элиминирование):
{\displaystyle {\mbox{CH}}_{3}\!\!-\!\!{\mbox{C}}\!\!\equiv \!\!{\mbox{C}}\!\!-\!\!{\mbox{MgBr}}+{\mbox{CH}}_{3}\!\!-\!\!{\mbox{CHBr}}\!\!-\!\!{\mbox{CH}}_{3}\rightarrow {\mbox{CH}}_{3}\!\!-\!\!{\mbox{C}}\!\!\equiv \!\!{\mbox{CH}}+{\mbox{CH}}_{3}\!\!-\!\!{\mbox{CH}}\!\!=\!\!{\mbox{CH}}_{2}}

#### Прочие реакции
Хлорирование ацетилена хлоридом меди (II) в водных растворах CuCl приводит к образованию дихлорацетилена:
{\displaystyle {\mbox{HC}}\!\!\equiv \!\!{\mbox{CH}}+4{\mbox{CuCl}}_{2}\rightarrow {\mbox{ClC}}\!\!\equiv \!\!{\mbox{CCl}}+4{\mbox{CuCl}}+2{\mbox{HCl}}}

##### Ацетиленовая конденсация
Ацетиленовая конденсация или иначе реакция Ходкевича-Кадио, заключается во взаимодействии ацетиленовых углеводородов с бром- или йодалкинами с образованием диацетиленов:
Аналогично протекает и реакция Куртца (катализатор — ацетиленид меди):
{\displaystyle {\mbox{CH}}_{2}\!\!=\!\!{\mbox{CH}}\!\!-\!\!{\mbox{CH}}_{2}{\mbox{Cl}}+{\mbox{RC}}\!\!\equiv \!\!{\mbox{CH}}+{\mbox{NaOH}}\rightarrow {\mbox{CH}}_{2}\!\!=\!\!{\mbox{CH}}\!\!-\!\!{\mbox{CH}}_{2}\!\!-\!\!{\mbox{C}}\!\!\equiv \!\!{\mbox{CR}}+{\mbox{NaCl}}+{\mbox{H}}_{2}{\mbox{O}}}

##### Получение ацетиленаминов
{\displaystyle {\mbox{R}}\!\!-\!\!{\mbox{C}}\!\!\equiv \!\!{\mbox{CH}}+({\mbox{R}}')_{2}{\mbox{N}}\!\!-\!\!{\mbox{CH}}_{2}{\mbox{OH}}\rightarrow {\mbox{R}}\!\!-\!\!{\mbox{C}}\!\!\equiv \!\!{\mbox{C}}\!\!-\!\!{\mbox{CH}}_{2}{\mbox{N}}({\mbox{R}}')_{2}+{\mbox{H}}_{2}{\mbox{O}}}
Реакция идёт в присутствии солей меди (I).

### Реакции электрофильного присоединения
Электрофильное присоединение к алкинам инициируется под воздействием положительно заряженной частицы — электрофила. В общем случае, катализатором таких реакций являются кислоты.
Общая схема первой стадии реакции электрофильного присоединения:

#### Реакции галогенирования
Алкины способны присоединять одну или две молекулы галогена с образованием соответствующих галогенпроизводных:
{\displaystyle {\mbox{HC}}\!\!\equiv \!\!{\mbox{CH}}+{\mbox{Cl}}_{2}\rightarrow {\mbox{CHCl}}\!\!=\!\!{\mbox{CHCl}}}
{\displaystyle {\mbox{CHCl}}\!\!=\!\!{\mbox{CHCl}}+{\mbox{Cl}}_{2}\rightarrow {\mbox{CHCl}}_{2}\!\!-\!\!{\mbox{CHCl}}_{2}}
Галогенирование алкинов идёт как транс-присоединение (как правило) и протекает по аналогии с галогенированием алкенов.
Вместе с тем, присоединение по тройной связи идёт труднее, чем по двойной, в связи с чем при наличии в соединении как двойной, так и тройной связи, возможно провести избирательное присоединение:

#### Реакции гидрогалогенирования
Присоединение хлороводорода и бромоводорода к алкинам происходит по аналогии с алкенами.
Реакция идёт в две стадии: сперва образуется галогеналкен, который далее переходит в дигалогеналкан:
Несмотря на бо́льшую электроотрицательность галогенов, обе стадии реакции идут по правилу Марковникова. 

#### Гидратация
В присутствии солей ртути алкины присоединяют воду с образованием ацетальдегида (для ацетилена) или кетона (для прочих алкинов). Эта реакция известна как «реакция Кучерова».
Считается, что процесс гидратации идёт через стадию образования енола:

#### Реакции карбонилирования
Реакции карбонилирования были открыты в лаборатории немецким химиком В. Реппе в 1939 году.
{\displaystyle {\mbox{HC}}\!\!\equiv \!\!{\mbox{CH}}+{\mbox{CO}}+{\mbox{HX}}\rightarrow {\mbox{CH}}_{2}\!\!=\!\!{\mbox{CH}}\!\!-\!\!{\mbox{COX}}}
где Х: ОН, OR, OCOR, NH2 и пр.
{\displaystyle {\mbox{HC}}\!\!\equiv \!\!{\mbox{CH}}+{\mbox{CO}}+{\mbox{H}}_{2}{\mbox{O}}\rightarrow {\mbox{CH}}_{2}\!\!=\!\!{\mbox{CH}}\!\!-\!\!{\mbox{COOH}}}
{\displaystyle {\mbox{HC}}\!\!\equiv \!\!{\mbox{CH}}+{\mbox{CO}}+{\mbox{NH}}_{3}\rightarrow {\mbox{CH}}_{2}\!\!=\!\!{\mbox{CH}}\!\!-\!\!{\mbox{CONH}}_{2}}
Катализатором реакции являются карбонилы никеля или палладия.
Отдельно стоит упомянуть реакцию окислительного карбохлорирования:
{\displaystyle 2{\mbox{HC}}\!\!\equiv \!\!{\mbox{CH}}+2{\mbox{CO}}+2{\mbox{HCl}}+{\mbox{O}}_{2}\rightarrow 2{\mbox{CHCl}}\!\!=\!\!{\mbox{CH}}\!\!-\!\!{\mbox{COOH}}}

#### Прочие реакции электрофильного присоединения
- Присоединение карбоновых кислот с образованием диэфиров:

{\displaystyle {\mbox{CH}}_{3}\!\!-\!\!{\mbox{C}}\!\!\equiv \!\!{\mbox{CH}}+2{\mbox{CH}}_{3}{\mbox{CH}}_{2}{\mbox{COOH}}\rightarrow {\mbox{CH}}_{3}{\mbox{CH}}_{2}\!\!-\!\!{\mbox{CH}}({\mbox{OCOC}}_{2}{\mbox{H}}_{5})_{2}}
Взаимодействие уксусной кислоты с ацетиленом образует винилацетат:
{\displaystyle {\mbox{HC}}\!\!\equiv \!\!{\mbox{CH}}+{\mbox{CH}}_{3}{\mbox{COOH}}\rightarrow {\mbox{CH}}_{2}\!\!=\!\!{\mbox{CH}}\!\!-\!\!{\mbox{OCOCH}}_{3}}
Ацетиленовые углеводороды присоединяют CO2 и вторичные амины с образованием амидов:
{\displaystyle {\mbox{HC}}\!\!\equiv \!\!{\mbox{CH}}+{\mbox{CO}}_{2}+({\mbox{C}}_{2}{\mbox{H}}_{5})_{2}{\mbox{NH}}\rightarrow {\mbox{CH}}_{2}\!\!=\!\!{\mbox{CH}}\!\!-\!\!{\mbox{OCON}}({\mbox{C}}_{2}{\mbox{H}}_{5})_{2}}
- Взаимодействие ацетилена с цианистым водородом в присутствии солей одновалентной меди приводит к образованию акрилонитрила:

{\displaystyle {\mbox{HC}}\!\!\equiv \!\!{\mbox{CH}}+{\mbox{HCN}}\rightarrow {\mbox{CH}}_{2}\!\!=\!\!{\mbox{CH}}\!\!-\!\!{\mbox{CN}}}
- Ацетилен способен в присутствии катализаторов присоединять углеводороды с образованием новых С-С связей[20]:

{\displaystyle {\mbox{HC}}\!\!\equiv \!\!{\mbox{CH}}+{\mbox{RCH}}_{3}\rightarrow {\mbox{RCH}}\!\!=\!\!{\mbox{CH}}\!\!-\!\!{\mbox{CH}}_{3}}
или
{\displaystyle {\mbox{HC}}\!\!\equiv \!\!{\mbox{CH}}+2{\mbox{ArH}}\rightarrow {\mbox{Ar}}\!\!-\!\!{\mbox{CH}}({\mbox{CH}}_{3})\!\!-\!\!{\mbox{Ar}}}

### Реакции нуклеофильного присоединения
Нуклеофильное присоединение к алкинам инициируется под воздействием отрицательно заряженной частицы — нуклеофила. В общем случае, катализатором таких реакций являются основания.
Общая схема первой стадии реакции нуклеофильного присоединения:

#### Типовые реакции нуклеофильного присоединения
- Характерным примером реакции нуклеофильного присоединения является «реакция Фаворского» — присоединение спиртов в присутствии щелочей с образованием алкенильных эфиров:

{\displaystyle {\mbox{CH}}_{3}{\mbox{C}}\!\!\equiv \!\!{\mbox{CH}}+{\mbox{C}}_{2}{\mbox{H}}_{5}{\mbox{OH}}\rightarrow {\mbox{CH}}_{3}\!\!-\!\!{\mbox{C}}({\mbox{OC}}_{2}{\mbox{H}}_{5})\!\!=\!\!{\mbox{CH}}_{2}}
- Первичные амины под действием оснований присоединяются к алкинам с образованием иминов[23]:

{\displaystyle {\mbox{RC}}\!\!\equiv \!\!{\mbox{CH}}+{\mbox{R}}'{\mbox{NH}}_{2}\rightarrow {\mbox{RCH}}_{2}\!\!-\!\!{\mbox{CH}}\!\!=\!\!{\mbox{NR}}'}
По аналогии ацетилен реагирует с аммиаком, образуя этилиденимин:
{\displaystyle {\mbox{HC}}\!\!\equiv \!\!{\mbox{CH}}+{\mbox{NH}}_{3}\rightarrow {\mbox{CH}}_{3}\!\!-\!\!{\mbox{CH}}\!\!=\!\!{\mbox{NH}}}
При высокой температуре в присутствии катализатора имин дегидрируется и превращается в ацетонитрил:
{\displaystyle {\mbox{CH}}_{3}\!\!-\!\!{\mbox{CH}}\!\!=\!\!{\mbox{NH}}\rightarrow {\mbox{CH}}_{3}\!\!-\!\!{\mbox{C}}\!\!\equiv \!\!{\mbox{N}}+{\mbox{H}}_{2}}
- В среде очень сильных оснований (например: КОН+ДМСО) ацетилен реагирует с сероводородом, образуя дивинилсульфид[20]:

{\displaystyle 2{\mbox{HC}}\!\!\equiv \!\!{\mbox{CH}}+{\mbox{H}}_{2}{\mbox{S}}\rightarrow ({\mbox{CH}}_{2}\!\!=\!\!{\mbox{CH}})_{2}{\mbox{S}}}

### Реакции радикального присоединения
В присутствии перекисей или других условиях, способствующих образованию свободных радикалов, присоединение к алкинам идёт по радикальному механизму — против правила Марковникова («эффект Караша»):
{\displaystyle {\mbox{CH}}_{3}\!\!-\!\!{\mbox{C}}\!\!\equiv \!\!{\mbox{CH}}+{\mbox{HCl}}\rightarrow {\mbox{CH}}_{3}\!\!-\!\!{\mbox{CH}}\!\!=\!\!{\mbox{CHCl}}}
По свободнорадикальному механизму* может протекать реакция алкинов с тиолами:
{\displaystyle {\mbox{CH}}_{3}\!\!-\!\!{\mbox{C}}\!\!\equiv \!\!{\mbox{CH}}+{\mbox{RSH}}\rightarrow {\mbox{CH}}_{3}\!\!-\!\!{\mbox{CH}}\!\!=\!\!{\mbox{CHSR}}}
* — В присутствии оснований реакция идёт по нуклеофильному механизму.
Аналогично происходит присоединение карбенов:

### Реакции этинилирования
Реакциями этинилирования называют реакции увеличения углеродного скелета алкинов с сохранением тройной связи. Они могут протекать как по электрофильному, так и нуклеофильному механизму в зависимости от среды и условий реакции, характера субстрата, а также типа используемого катализатора.

#### Получение ацетиленовых спиртов
В присутствии сильных оснований алкины с концевой тройной связью способны присоединять карбонильные соединения с образованием спиртов («реакция Фаворского»):
{\displaystyle {\mbox{CH}}_{3}\!\!-\!\!{\mbox{C}}\!\!\equiv \!\!{\mbox{CH}}+{\mbox{CH}}_{3}\!\!-\!\!{\mbox{CO}}\!\!-\!\!{\mbox{CH}}_{3}\rightarrow {\mbox{CH}}_{3}\!\!-\!\!{\mbox{C}}\!\!\equiv \!\!{\mbox{C}}\!\!-\!\!{\mbox{C}}({\mbox{OH}})({\mbox{CH}}_{3})_{2}}
Важнейшей реакцией из этой группы является присоединения формальдегида к ацетилену с образованием пропаргилового спирта и далее бутин-2-диола-1,4*:
{\displaystyle {\mbox{HC}}\!\!\equiv \!\!{\mbox{CH}}+{\mbox{CH}}_{2}{\mbox{O}}\rightarrow {\mbox{HC}}\!\!\equiv \!\!{\mbox{C}}\!\!-\!\!{\mbox{CH}}_{2}{\mbox{OH}}}
{\displaystyle {\mbox{HC}}\!\!\equiv \!\!{\mbox{C}}\!\!-\!\!{\mbox{CH}}_{2}{\mbox{OH}}+{\mbox{CH}}_{2}{\mbox{O}}\rightarrow {\mbox{HOCH}}_{2}\!\!-\!\!{\mbox{C}}\!\!\equiv \!\!{\mbox{C}}\!\!-\!\!{\mbox{CH}}_{2}{\mbox{OH}}}
```
* 
 Бутин-2-диол-1,4 является важным промежуточным полупродуктом для получения бутиленгликоля, 
γ-Бутиролактона
, 
изопрена
 и 
тетрагидрофурана
.
```

Эту реакцию разработал в 1925 году В. Реппе («реакция Фаворского-Реппе»). Она протекает при высоком давлении в присутствии ацетиленида меди.

#### Получение ацетиленовых эфиров и кислот
Ацетиленовые кислоты или их эфиры можно получить по реакции Цужи:
{\displaystyle 2{\mbox{R}}\!\!-\!\!{\mbox{C}}\!\!\equiv \!\!{\mbox{CH}}+2{\mbox{CO}}+2{\mbox{MeOH}}+{\mbox{O}}_{2}\rightarrow 2{\mbox{R}}\!\!-\!\!{\mbox{C}}\!\!\equiv \!\!{\mbox{C}}\!\!-\!\!{\mbox{COOMe}}+2{\mbox{H}}_{2}{\mbox{O}}}
Катализаторы: PdCl2, CuCl.

### Реакции гидрирования

#### Гетерогенное гидрирование
Гидрирование алкинов водородом на гетерогенных катализаторах, как правило, приводит к образованию цис-присоединения. Катализаторами гидрирования служат Ni, Pd, Pt, а также оксиды или комплексы Ir, Ru, Rh и некоторых других металлов.
На первой стадии образуется алкен, который практически сразу же гидрируется до алкана:
Для остановки реакции на стадии получения алкена используют катализаторы Линдлара (Pd/PbO/CaCO3) или борид никеля.
При гидрировании ацетилена на никель-кобальтовом катализаторе можно получить изобутилен:
{\displaystyle 2{\mbox{HC}}\!\!\equiv \!\!{\mbox{CH}}+2{\mbox{H}}_{2}\rightarrow {\mbox{CH}}_{3}\!\!-\!\!{\mbox{C}}({\mbox{CH}}_{3})\!\!=\!\!{\mbox{CH}}_{2}}

#### Гомогенное гидрирование
Гомогенное гидрирование проводят с амидом натрия в жидком аммиаке или алюмогидридом лития в тетрагидрофуране. В ходе реакции образуются транс-алкены.

#### Гидроборирование
Алкины легко присоединяют диборан против правила Марковникова, образуя цис-алкенилбораны:
{\displaystyle 6{\mbox{R}}\!\!-\!\!{\mbox{C}}\!\!\equiv \!\!{\mbox{C}}\!\!-\!\!{\mbox{R}}+{\mbox{B}}_{2}{\mbox{H}}_{6}\rightarrow 2({\mbox{RCH}}\!\!=\!\!{\mbox{C}}({\mbox{R}})-)_{3}{\mbox{B}}}
Реакция интересна тем, что далее алкенилбораны легко перевести в соответствующие цис-алкены простым действием уксусной кислоты:
{\displaystyle ({\mbox{RCH}}\!\!=\!\!{\mbox{C}}({\mbox{R}})-)_{3}{\mbox{B}}\rightarrow 3{\mbox{R}}\!\!-\!\!{\mbox{CH}}\!\!=\!\!{\mbox{CH}}\!\!-\!\!{\mbox{R}}}
или окислить H2O2 до альдегида или кетона:
{\displaystyle ({\mbox{RCH}}\!\!=\!\!{\mbox{C}}({\mbox{R}})-)_{3}{\mbox{B}}\rightarrow 3{\mbox{R}}\!\!-\!\!{\mbox{CH}}_{2}{\mbox{C}}({\mbox{O}})\!\!-\!\!{\mbox{R}}}

#### Восстановительное карбоксилирование
По аналогии с реакциями алкенов, алкины вступают в реакцию восстановительного карбоксилирования.
В зависимости от условий реакции и типов катализаторов, конечными продуктами могут стать спирты, альдегиды или алканы:
{\displaystyle {\mbox{RC}}\!\!\equiv \!\!{\mbox{CH}}+{\mbox{CO}}+3{\mbox{H}}_{2}\rightarrow {\mbox{RCH}}_{2}\!\!-\!\!{\mbox{CH}}_{2}\!\!-\!\!{\mbox{CH}}_{2}{\mbox{OH}}}
{\displaystyle {\mbox{RC}}\!\!\equiv \!\!{\mbox{CH}}+{\mbox{CO}}+2{\mbox{H}}_{2}\rightarrow {\mbox{RCH}}_{2}\!\!-\!\!{\mbox{CH}}_{2}\!\!-\!\!{\mbox{CHO}}}

### Реакции окисления

#### Реакции окислительного присоединения
Алкины окисляются более трудно чем алкены, однако при контролируемом окислении можно сохранить C-C связь и получить в качестве продуктов реакции карбонильные соединения:
{\displaystyle {\mbox{RC}}\!\!\equiv \!\!{\mbox{CR}}+2[{\mbox{O}}]\rightarrow {\mbox{R}}\!\!-\!\!{\mbox{C}}({\mbox{O}})\!\!-\!\!{\mbox{C}}({\mbox{O}})\!\!-\!\!{\mbox{R}}}
В качестве окислителя может выступать озон (с последующим восстановлением и гидролизом озонида), KMnO4 в слабощелочной или нейтральной среде и некоторые другие вещества.
Ацетилен, в зависимости от окислителя может давать три продукта:
{\displaystyle {\mbox{HC}}\!\!\equiv \!\!{\mbox{CH}}+2[{\mbox{O}}]\rightarrow {\mbox{CHO}}\!\!-\!\!{\mbox{CHO}}}
(глиоксаль) — окисление разбавленной HNO3 в присутствии PdCl2 и NaNO2.
{\displaystyle {\mbox{HC}}\!\!\equiv \!\!{\mbox{CH}}+3[{\mbox{O}}]\rightarrow {\mbox{CHO}}\!\!-\!\!{\mbox{COOH}}} (глиоксалевая кислота) — окисление KClO3 в субстрате вода+диэтиловый эфир.
{\displaystyle {\mbox{HC}}\!\!\equiv \!\!{\mbox{CH}}+4[{\mbox{O}}]\rightarrow {\mbox{HOOC}}\!\!-\!\!{\mbox{COOH}}} (щавелевая кислота) — окисление KMnO4 в кислой среде или HNO3 в присутствии PdCl2.
Отдельный тип реакций — реакции окислительного карбоксилирования.
В растворах комплексов палладия образуются эфиры малеиновой кислоты:
{\displaystyle {\mbox{HC}}\!\!\equiv \!\!{\mbox{CH}}+2{\mbox{CO}}+2{\mbox{ROH}}\rightarrow {\mbox{ROCOCH}}\!\!=\!\!{\mbox{CHCOOR}}+{\mbox{H}}_{2}{\mbox{O}}}

#### Реакции окислительного расщепления
При действии сильных окислителей в жёстких условиях алкины окисляются с разрывом тройной связи. В ходе реакции образуются карбоновые кислоты и CO2:
{\displaystyle {\mbox{RC}}\!\!\equiv \!\!{\mbox{CR}}'+3[{\mbox{O}}]+{\mbox{H}}_{2}{\mbox{O}}\rightarrow {\mbox{RCOOH}}+{\mbox{R}}'{\mbox{COOH}}}
{\displaystyle {\mbox{RC}}\!\!\equiv \!\!{\mbox{CH}}+4[{\mbox{O}}]\rightarrow {\mbox{RCOOH}}+{\mbox{CO}}_{2}}

#### Реакции окислительного сочетания
В присутствии солей одновалентной меди в спиртовом растворе аммиака алкины окисляются кислородом воздуха до диацетиленов («реакция Глазера»):
{\displaystyle 4{\mbox{RC}}\!\!\equiv \!\!{\mbox{CH}}+{\mbox{O}}_{2}\rightarrow 2{\mbox{RC}}\!\!\equiv \!\!{\mbox{C}}\!\!-\!\!{\mbox{C}}\!\!\equiv \!\!{\mbox{CR}}+2{\mbox{H}}_{2}{\mbox{O}}}
Реакция для ацетилена может идти c образованием полиинов:
{\displaystyle {\mbox{n}}\ {\mbox{HC}}\!\!\equiv \!\!{\mbox{CH}}\rightarrow {\mbox{H}}\!\!-\!\!(\!-{\mbox{C}}\!\!\equiv \!\!{\mbox{C}}-){\mbox{n}}\!-\!{\mbox{H}}}
Эта реакция легла в основу синтеза карбина.

### Реакции изомеризации
В 1887 году А.Е Фаворским была открыта изомеризация алкинов под действием сильных оснований (нуклеофильная атака). Эта реакция носит название Реакция Фаворского или ацетилен-алленовой перегруппировки:
{\displaystyle {\mbox{CH}}_{3}\!\!-\!\!{\mbox{CH}}_{2}\!\!-\!\!{\mbox{C}}\!\!\equiv \!\!{\mbox{CH}}\rightleftarrows [{\mbox{CH}}_{3}\!\!-\!\!{\mbox{CH}}\!\!=\!\!{\mbox{C}}\!\!=\!\!{\mbox{CH}}_{2}]\rightleftarrows {\mbox{CH}}_{3}\!\!-\!\!{\mbox{C}}\!\!\equiv \!\!{\mbox{C}}\!\!-\!\!{\mbox{CH}}_{3}}

### Реакции олигомеризации, полимеризации и циклообразования

#### Реакции олигомеризации
В присутствии солей меди(I) и хлорида аммония в водной среде ацетилен вступает в реакцию олигомеризации с образованием винилацетилена:
{\displaystyle 2{\mbox{HC}}\!\!\equiv \!\!{\mbox{CH}}\rightarrow {\mbox{CH}}_{2}\!\!=\!\!{\mbox{CH}}\!\!-\!\!{\mbox{C}}\!\!\equiv \!\!{\mbox{CH}}}
Реакция может идти дальше с образованием дивинилацетилена:
{\displaystyle {\mbox{CH}}_{2}\!\!=\!\!{\mbox{CH}}\!\!-\!\!{\mbox{C}}\!\!\equiv \!\!{\mbox{CH}}+{\mbox{HC}}\!\!\equiv \!\!{\mbox{CH}}\rightarrow {\mbox{CH}}_{2}\!\!=\!\!{\mbox{CH}}\!\!-\!\!{\mbox{C}}\!\!\equiv \!\!{\mbox{C}}\!\!-\!\!{\mbox{CH}}\!\!=\!\!{\mbox{CH}}_{2}}
Реакция была впервые открыта Ю. Ньюлендом и служит первой промышленной стадией для синтеза хлоропрена.

#### Реакции полимеризации
Впервые полимеризацию ацетилена осуществил Дж. Натта в 1957 году, пропуская газ над раствором катализатора Al(C2H5)3-Ti(OC4H9)4:
{\displaystyle {\mbox{n}}\ {\mbox{HC}}\!\!\equiv \!\!{\mbox{CH}}\rightarrow (\!-{\mbox{CH}}\!\!=\!\!{\mbox{CH}}-){\mbox{n}}}
В ходе реакции был получен полукристаллический полиацетилен.
Полиацетилен интересен тем, что введением в него определённых добавок (допирование) можно получить электропроводящий полимер с металлическими свойствами.

#### Реакции циклообразования
Ацетилен под действием катализаторов — раскалённого активированного угля при 500 °С (реакция Зелинского) или органоникелевого катализатора (например, тетракарбонила никеля) при 60 °С и повышенном давлении (реакция Реппе) — достаточно легко циклотримеризуется, образуя бензол, а в других условиях (катализатор — цианид никеля(II) в ТГФ) — циклооктатетраен:
Циклообразование в присутствии оксида углерода(II) приводит к получению бензохинона:
Важной способностью алкинов является их возможность вступать в реакцию Дильса-Альдера:

#### Реакции образования гетероциклов

##### Образование производных пиррола
Взаимодействие ацетилена с оксимами кетонов в присутствии супероснования приводит к получению пиррольного кольца (Реакция Трофимова):
Гетероциклизация протекает при температуре 70—120 °С в среде диметилсульфоксида.
Существуют и альтернативные варианты синтеза:

##### Образование производных фурана
При обработке алкинов водяным паром и CO в присутствии родиевого катализатора при давлении 10 МПа и 100 °C образуются производные фурана:

##### Образование прочих гетероциклов
Приведём ещё несколько примеров образования гетероциклов с использованием алкинов:

## Идентификация алкинов
Качественной реакцией на алкины с концевой тройной связью является взаимодействие алкина с аммиакатом серебра или меди (подробнее см. подраздел: «Образование алкинидов»).
Для подтверждения наличия тройной связи в соединении используют методы спектроскопии. ИК спектры асимметричных алкинов имеют характеристические полосы при 2260—2100 см−1 (валентные колебания тройной связи), 3310-3300 см−1 (колебания С-Н связей) и деформационные колебания C-H при 700—610 см−1.

## Применение
Из всех ацетиленовых углеводородов серьёзное промышленное значение имеет только ацетилен, который является важнейшим химическим сырьём.
Ацетилен используют для синтеза следующих продуктов:
- тетрахлорэтан, трихлорэтилен, дихлорэтилен (хлорирование ацетилена) — растворители;
- акрилонитрил (конденсация ацетилена с циановодородом) — для получения полиакрилонитрила;
- акриламид (конденсация ацетилена с CO и аммиаком) — для получения полиакриламида;
- тетрагидрофуран (конденсация ацетилена с формальдегидом с последующим гидрированием и дегидратацией) — важный растворитель, сырьё для уретановых полимеров;
- винилхлорид (гидрохлорирование ацетилена) — для получения поливинилхлорида;
- винилацетат (конденсация с уксусной кислотой) — для получения поливинилацетата;
- ацетальдегид (гидратация ацетилена) — для дальнейшего получения уксусной кислоты, ацетона и др. продуктов;
- бутиленгликоль (конденсация ацетилена с формальдегидом с последующим гидрированием) — для получения полиуретанов, полиэфиров, пластификаторов.
- винилацетилен (димеризация ацетилена) — полупродукт для синтеза полимеров;
- хлоропрен (гидрохлорирование винилацетилена) — для получения хлоропреновых каучуков;
- бутадиен (дегидратация бутиленгликоля) — для получения бутадиеновых каучуков;

При горении ацетилена выделяется много тепла, что используется для резки и сварки металлов в ацетилен-кислородной сварке (расходуется до 30 % всего производимого ацетилена).
В конце XIX — начале XX века широкой популярностью пользовались многочисленные ацетиленовые светильники (источником ацетилена служил дешёвый карбид кальция), используемые на железнодорожном и водном транспорте, для освещения улиц, в быту. Несмотря на то, что сегодня массовое использование ацетиленовых фонарей ушло в прошлое, их выпуск и потребление не прекратились. Они производятся в небольших количествах как походное снаряжение.